# Tranquilize
"Tranquilize" је песма рок групе Килерс са Лу Ридом, који је написао текст песме. Песма се налази на компилацији Килерса, Sawdust.
Песму је било могуће преузети са iTunes од 12. октобра 2007. године, а постојало је такође и ограничено 7" винил издање ове песме, које је постало доступно 5. новембра.

## Списак песама
1. (са Лу Ридом)

1. (са Лу Ридом)

## Спот
У музичком споту појављује се Лу Рид, а спот је објављен 29. октобра у Великој Британији.
У споту, Брендон лута по једној празној кући. Негде у тој кући налази се Лу Рид и он свира клавир. Брендон пева песму, укључујући и Ридов део. Са овим, испреплетане су и сцене чланова Килерса у тамно осветљеној црвеној соби како седе за столом и врше сеансу. Спот се завршава тако што Брендон проналази Рида и показује на њега, а Рид пева завршни део песме.

## Места на листама
| Листа (2007) | Највише место |
| ------------ | ------------- |
|              | 13            |
|              | 11            |